# Antanas Merkys
Antanas Merkys, né le 1er février 1877 à Bajorai de la municipalité du district de Kupiškis et mort le 5 mars 1955 dans l'oblast de Vladimir, est un homme d'État lituanien. De 1939 à 1940, il est le dernier Premier ministre avant l'annexion soviétique.

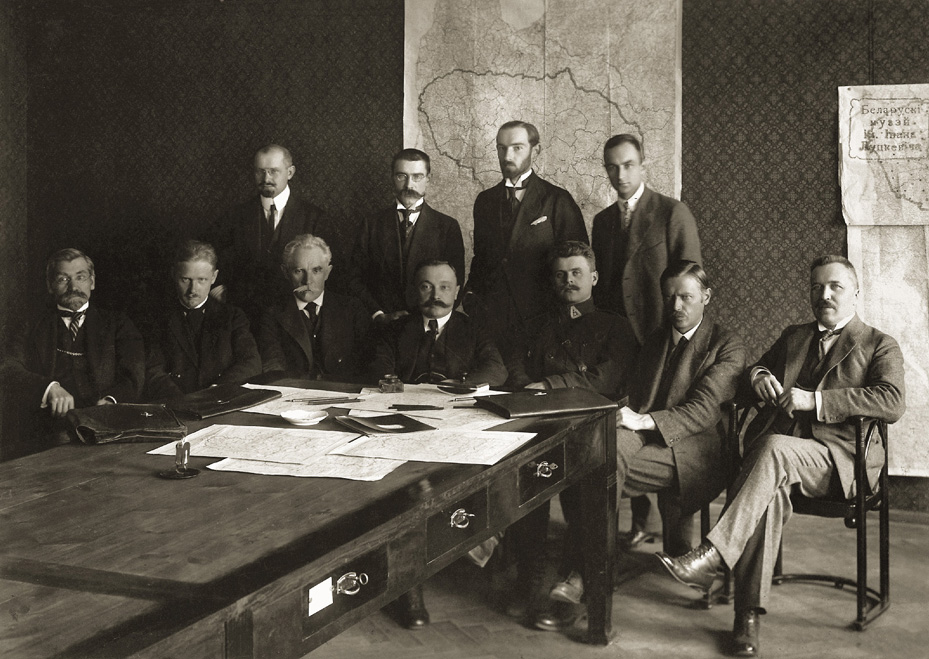
Quatrième cabinet, 1919, assis au centre.

## Biographie

### Carrière politique
Il est le fils de Karolis Merkys et d'Ona Plukaitė-Merkienė et il fait des études à Tartu puis à l'université de droit de Riga ; il est diplômé en 1918 de l'université de Kiev. Il participe à la Première Guerre mondiale dans les rangs de l'armée russe. 
Après l'indépendance de la Lituanie, il est ministre de la Défense des premiers gouvernements du pays : Pranas Dovydaitis (du 12 mars au 12 avril 1919), Mykolas Slezhyavichyusa (du 12 avril au 21 août 1919). Il prend sa retraite avec le grade de lieutenant-colonel en 1922, date à laquelle il devient avocat. 
En 1923, il participe à la révolte de Klaipėda et devient secrétaire d'Antanas Smetona qui gouverne la région autonome de Klaipéda. En 1926, après le coup d'État militaire qui porte Smetona au pouvoir, il devient ministre de la Défense puis gouverneur de la région de Klaipéda jusqu'à ce qu'il revienne à la pratique du droit sous la pression allemande en 1932. Il est maire de Kaunas de 1933 à 1939. En 1936, il est élu au quatrième Parlement. Il est nommé Premier ministre le 17 novembre 1939.

### Occupation soviétique
Il est tenant d'une négociation avec les soviétiques après l'ultimatum du 14 juin 1940 alors que le président prône une résistance armée. Après l'exil de Smetona, il exerce de facto les fonctions de chef de l'État pendant deux jours. Il est arrêté, avec sa famille alors qu'il tente de s'échapper vers la Suède en juillet 1940, puis interné à Saratov et enfin emprisonné à Vladimir en 1941. Libéré en 1954, après la déstalinisation, il demeure interdit de retour en Lituanie et vit à Vladimir jusqu'à sa mort l'année suivante.
Un cénotaphe rappelle sa mémoire au cimetière de Petrašiūnai à Kaunas.